# Карлантино
Карлантино (итал. Carlantino) — коммуна в Италии, располагается в регионе Апулия, в провинции Фоджа.
Население составляет 1227 человек (2008 г.), плотность населения составляет 36 чел./км². Занимает площадь 34 км². Почтовый индекс — 71030. Телефонный код — 0881.
Покровителями коммуны почитается святой Донат из Ареццо, празднование 7 августа, и S. Rocco.

## Демография
Динамика населения:

## Администрация коммуны
- Официальный сайт: http://www.comune.carlantino.fg.it/